# Gert Schaefer
Pour les articles homonymes, voir Schaefer.
Gert Schaefer, né le 17 octobre 1955 à Göttingen et mort à Hambourg le 20 août 2014, est un acteur de télévision allemand. Il est principalement connu pour avoir joué le personnage de Heinz Pasulke dans la série télévisée Schloss Einstein, dès le début de l'émission en 1998. 

## Filmographie
- 1958 : Rocník 21
- 1964 : Die Verschwörung des Fiesco zu Genua (TV) : le garde du corps du duc allemand
- 1968 : Über den Gehorsam. Szenen aus Deutschland, wo die Unterwerfung des eigenen Willens unter einen fremden als Tugend gilt (TV) : professeur
- 1969 : Die Räuber (TV) :  le voleur
- 1969 : Der Kidnapper (TV) : le détective en chef Strehl
- 1970 : Industrielandschaft mit Einzelhändlern (TV)
- 1970 : Fröhliche Weihnachten (TV)
- 1971 : Ein Fest für Boris (TV)
- 1972 : Die Dreigroschenoper (TV) : Smith
- 1978 : Loriot (série télévisée)
- 1978 : 1982: Gutenbach (série télévisée) : le maire
- 1979 : La maladie de Hambourg
- 1981 : Und ab geht die Post (TV)
- 1982 : Kreisbrandmeister Felix Martin (série télévisée) : épisode Die Spur zum roten Hahn
- 1987–2012 : Der Landarzt (série télévisée)
- 1990 : Das Erbe der Guldenburgs (série télévisée) : deuxième inspecteur (épisode Das fremde Land)
- 1990 : La femme trompée (TV) : Peter Clausen
- 1991 : Schwarz Rot Gold (série télévisée) : Betz (épisode Schmutziges Gold)
- 1991–1999 : Section K3 (série télévisée) : notaire (épisode Anesthésie fatale) /  Dr. Lamprecht (épisode Un amour de jeunesse) - crédité Gert Schäfer
- 1994–1996 : Freunde fürs Leben (série télévisée) : 'Charlie' Schöps (épisode Sommerloch) / policier (épisode Götterdämmerung)
- 1996 : Mensch, Pia! (série télévisée) : Herr Funke (épisodes Eine Party fürs Leben, Ich bin ich et Ich bleib' hier
- 1997 : Faust (de) (série télévisée) : épisode Powerslide
- 1997 : Au cœur des flammes (série télévisée) : Görtz (épisode Unter Druck)
- 1998 : Alerte Cobra (série télévisée) : épisode Faule Äpfel)
- 1998–2013 : Schloss Einstein (série télévisée) : Heinz Pasulke (304 épisodes)
- 1999 : Adelheid und ihre Mörder (série télévisée) : Monke (épisode Sondereinsatz)
- 1999 : Drei mit Herz (série télévisée) : épisode Das liebe Geld (crédité Gert Schäfer)
- 2000–2002 : Einsatz in Hamburg (série télévisée) : Dr. Schumann (épisodes Tod am Meer, Ende der Angst et Stunde der Wahrheit) - crédité Gert Schäfer
- 2001 : Polizeiruf 110 (série télévisée) : épisode Die Frau des Fleischers (crédité Gert Schäfer)
- 2003 : Mission sauvetages (série télévisée) : le commissaire (épisode Schmerzhafte Erfahrungen)
- 2003 : Die Kinder vom Alstertal (série télévisée) : Sprengmeister (épisode Großeinsatz im Hühnerstall)
- 2003 : Sulla : Aemilius Lepidus (crédité Gert Schäfer)
- 2003 : Mann gesucht, Liebe gefunden (TV) : crédité Gert Schäfer
- 2003–2010 : Charly la malice (série télévisée) : Herr Krause (épisodes Wechselspiele et Große und kleine Geheimnisse)
- 2003–2013 : Tatort (série télévisée) : épisodes Mietsache (crédité Gert Schäfer) et Borowski und der brennende Mann
- 2008 : Leo und Marie - Eine Weihnachtsliebe (TV) : amateur de cinéma (crédité Gert Schäfer)
- 2010 : Mia et le millionnaire (TV) : Gerhard Westphal
- 2011 : La Sirène marocaine (TV) : Reiners
- 2012 : SOKO Wismar (série télévisée) : grutier (épisode Die Mörderspinne)